# Bataillon Djokhar Doudaïev
En Ukraine, le bataillon Djokhar Doudaïev, en hommage à Djokhar Doudaïev, est une unité paramilitaire spéciale formée de volontaires tchétchènes qui combattent contre les séparatistes prorusses, les Russes et les kadyrovtsy (les combattants tchétchènes de Ramzan Kadyrov). Le bataillon est basé dans l'oblast de Louhansk.

## Historique
Issa Mounaïev était le fondateur et le commandant du « bataillon Doudaïev ».
Vétéran de la guerre en Afghanistan sous l'uniforme soviétique, il combat les Russes lors des deux guerres en Tchétchénie. Alors qu'il s'était réfugié au Danemark, il rejoint l'Ukraine à la suite des évènements de l'Euromaïdan et crée un bataillon tchétchène distinct pour combattre dans la guerre du Donbass.
Le bataillon Doudaïev a opéré entre Donetsk et Louhansk avec environ 500 combattants. Le bataillon n'étant pas reconnu par l’État ukrainien, n'étant soumis à aucun dirigeant politique ou quelconque structure politique officielle, l'unité est dans un vide juridique. Cependant Isa Munayev voulait que le bataillon soit intégré à l'armée ukrainienne régulière.
Le 1er février 2015, Issa Mounaïev meurt lors de la bataille de Debaltseve. Et à la suite de sa disparition, le 2 février 2015, Semen Semenchenko, le commandant du bataillon Donbass poste sur Facebook « Maintenant, je dois tenir ma parole et aider à légaliser son bataillon ».
Le commandement est repris par Adam Osmaev, un Tchétchène qui en 2012 a été arrêté par le SBU et condamné par un tribunal ukrainien pour avoir fomenté un attentat terroriste contre le président russe Vladimir Poutine,,. Il a effectué 3 ans de prison pour fabrication et détention d'explosif en Ukraine, mais en 2015, il a été relâché et les charges annulées par les autorités ukrainiennes à la suite de la guerre du Donbass.
Le 27 mars 2015, le ministre de la Défense ukrainienne va commencer à légaliser le bataillon mais se justifie de la lenteur du processus en disant qu'il y a « trop de bureaucratie ».
L'unité est engagée lors de l'invasion de l'Ukraine par la Russie en 2022 sous commandement des forces armées ukrainiennes. 

## Idéologie

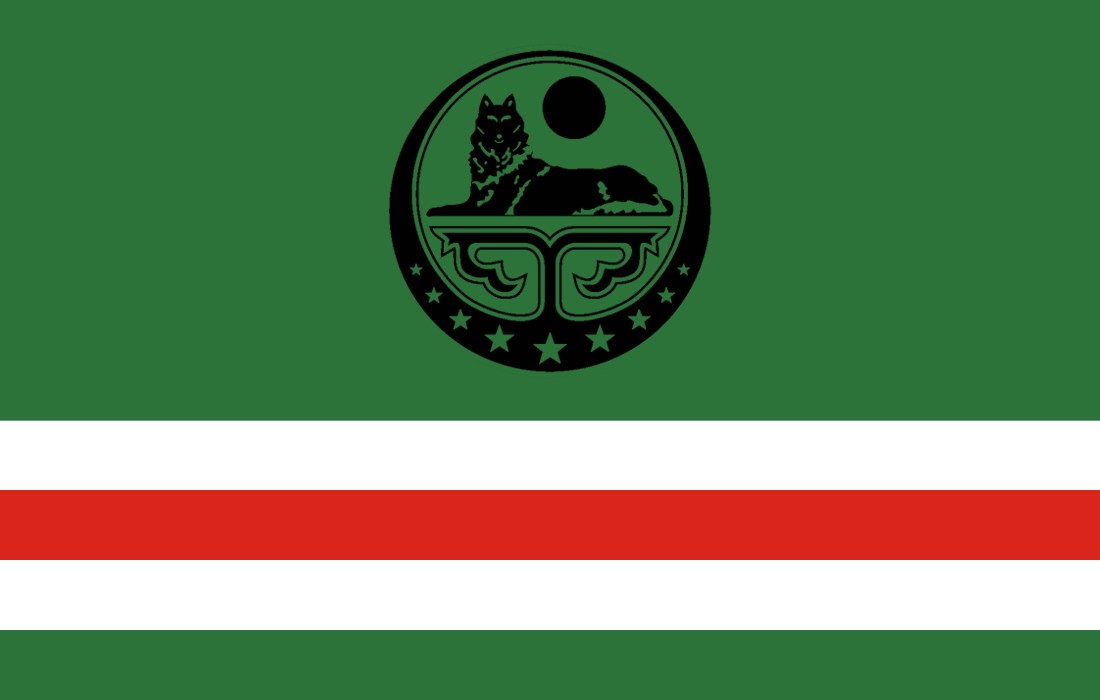
Le drapeau et l'emblème de la République tchétchène d'Itchkérie sont aussi utilisés par le bataillon.

Baptisé en l'honneur du premier président de la Tchétchénie indépendante (Itchkérie), Djokhar Doudaïev, ancien général soviétique, nationaliste et laïc,, le bataillon est « resté fidèle à l’esprit de la première guerre d’indépendance de 1994-1996, celle pour une Tchétchénie laïque ».
Une unité islamiste nommée bataillon Cheikh Mansour s’est détachée du bataillon Doudayev et s'« est basée à proximité de Marioupol, dans le sud-est de l’Ukraine ». Le nom Cheïkh Mansour se réfère au meneur militaire et religieux Mansour Ouchourma (1760–1794) dit Al-Imam al-Mansour al-Moutawakil 'ala Allah, un chef de guerre tchétchène islamique qui a dirigé la résistance contre Catherine II dans le Caucase à la fin du XVIIIe siècle.